# La Houssoye
La Houssoye är en kommun i departementet Oise i regionen Hauts-de-France i norra Frankrike. Kommunen ligger i kantonen Auneuil som tillhör arrondissementet Beauvais. År 2022 hade La Houssoye 605 invånare.

## Befolkningsutveckling
Antalet invånare i kommunen La Houssoye
| Referens: INSEE |